# Mónica Sarmiento
Mónica Sarmiento Castillo nació en Loja, Ecuador en 1967. Es una pintora, escultora y dibujante de origen ecuatoriano.
En sus obras, maneja conceptos pictóricos con técnicas tradicionales, a raíz de los conceptos de arte precolombino. Sus obras se adentran en la investigación de la naturaleza, explorando diferentes materiales en pintura, escultura, collage, dibujo y vidrio. Es característica en su obra la cromática y la estructuración constructivista. Cada una de sus obras refleja una construcción arbórea. Grandes murales de Bosques constructivistas entrelazan la esencia de su creación y constituyen la base de su investigación “El Árbol”, su obra es un llamado a la conservación de la naturaleza y el medio ambiente.

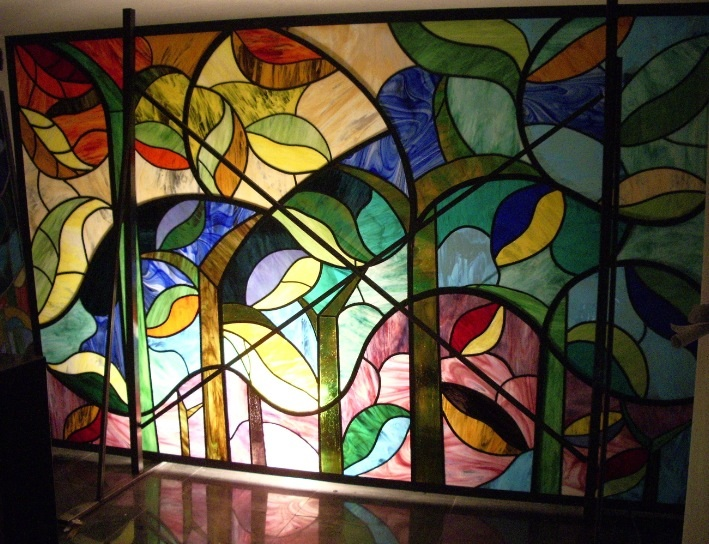

Su cromática peculiar es fuente de luz. La experimentación se hace evidente en casi todas sus obras. La artista crea efectos visuales a partir de la integración de forma, volumen y espacio. Diferentes planos recrean un lenguaje estructural constructivista en el que se une la experiencia de la materia y su filosofía conceptual, originando obras que la artista denomina “texturas cromáticas”.
Actualmente complementa su formación artística con un doctorado en la Universidad Complutense de Madrid. Su filosofía se basa en la integración de la “Gran Latinoamérica” unida por un mismo lenguaje, la cultura precolombina, base de sus raíces y fuente de inspiración de sus obras. En la actualidad vive entre Estados Unidos y España

## Biografía
Mónica Sarmiento Castillo, nace el 13 de diciembre de 1967 en Loja, Ecuador,  es las mayor de 5 hermanos, la relación directa con su ciudad de origen a la cual considera cuna de grandes creadores, la lleva a desarrollar su gran pasión en el arte, estudio en el Colegio la Porciúncula, en 1988 entra en la Universidad Técnica Particular de Loja donde años más tarde recibirá su Licenciatura en Pintura y Diseño, Su primera exhibición fue realizada en 1988 en la Casa de La Cultura Benjamín Carrión en Loja, en sus años de estudio trabajo en la Universidad Nacional de Loja en el departamento de arte, donde conoce al Maestro dimensionalista Estuardo Maldonado quien le invita a formar parte de su equipo de asistentes, a partir de ahí comienzan a trabajar juntos en proyectos de difusión del Patrimonio de la cultura ecuatoriana, en 1998 son invitados a Europa a una muestra de arte ecuatoriano en la Casa de América en Madrid, donde conoce a grandes personalidades del mundo del arte, entre ellos el crítico de arte Luis González Robles quien invita a participar dentro de sus exposiciones y posteriormente su obra formara parte de la colección de su museo en la Universidad de Alcalá, España. Ese mismo año, través de la relación con el crítico de arte conoce a su marchante y representante Vicente Alcaraz, enfocándose en la difusión del arte Iberoamericano.

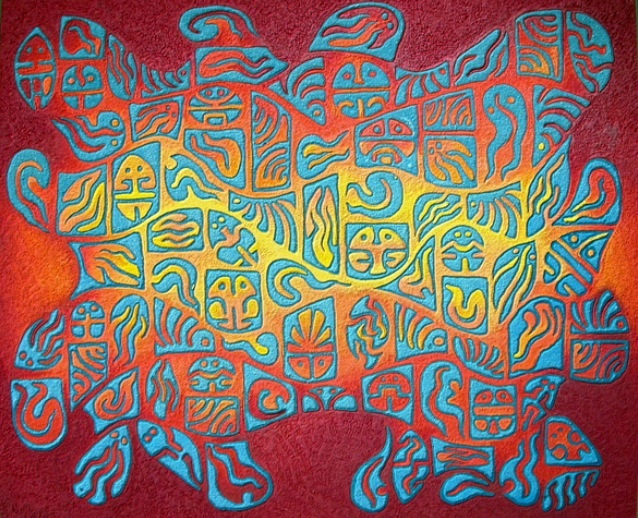

A su regreso a Ecuador en 1999, conoce al crítico de arte Francés – catalán, Gerard Xuriguera quien la invita a París. Viajaría un año después, en donde participa en diversas exposiciones bajo el apoyo del crítico de arte, con quien comienzan a trabajar en diversos proyecto internacionales, a partir de esa fecha fija su residencia en Alicante España. 

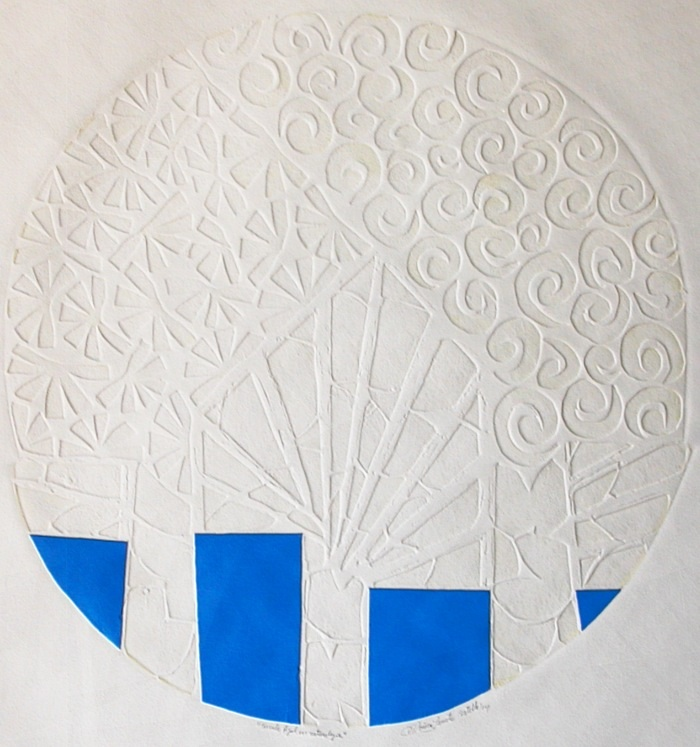

En el 2000 representa a Ecuador con una exposición en la Expo Universal Hannover2000 Alemania, comisariado por el investigador Wilson Hallo. Comienza a trabajar una serie de obras para proyectos y exposiciones constantes. 2001. En la misma fecha fue invitada por su marchante a colaborar en CBA Consultores-Auditores, S.L. en el asesoramiento cultural para Latinoamérica y como Coordinadora General para el Proyecto del Museo del Vidrio de la Comunidad Valenciana. Posteriormente, dado los lazos internacionales que une a la artista con diferentes personas del mundo del arte, sugirió a su marchante crear una galería de arte. Este proyecto se hizo realidad, y la artista comenzó a colaborar de forma dinámica en la consultaría cultural para proyectos internacionales en la galería CosmoArte Siglo XXV. En el 2003, realizó un Masterado en arte en la Universidad Miguel Hernández en Alicante. Actualmente complementa su formación artística con un doctorado en la Universidad Complutense de Madrid. Su filosofía se basa en la integración de la “Gran Latinoamérica” unida por un mismo lenguaje, la cultura precolombina, base de sus raíces y fuente de inspiración de sus obras. En el 2012 el Tribunal Supremo de España celebró su Bicentenario nombrando los artistas más destacados de los países Iberoamericanos, entre ellos la artista ecuatoriana considerada una de las artistas mujeres más destacadas del Ecuador, reconocimiento que recibe por parte de la fundación Carlos III de España.

## Bicentenario del Tribunal Supremo de España
La artista ecuatoriana Mónica Sarmiento Castillo invitada a formar parte del Libro y exposición del Bicentenario del Tribunal Supremo de España, El Príncipe Felipe de Borbón  preside el acto de presentación.

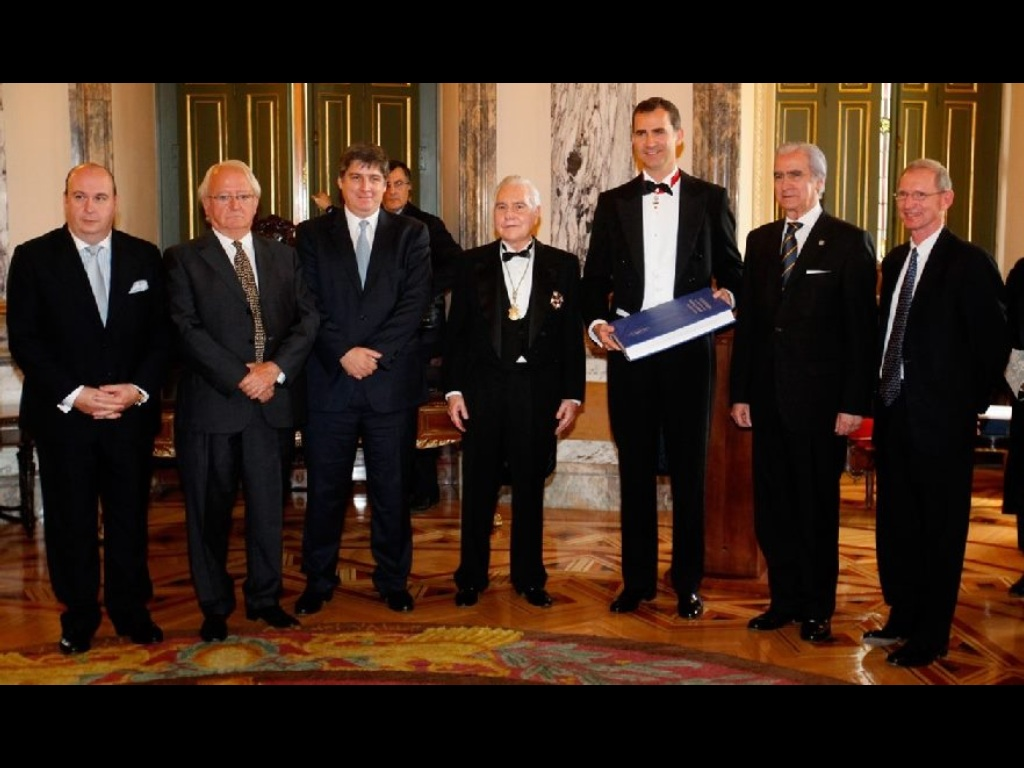
El Príncipe Felipe de Borbón presente en la inauguración.

El día lunes 18 de junio de 2012 La artista ecuatoriana Mónica Sarmiento Castillo formó parte de la muestra en Homenaje al Bicentenario del Tribunal Supremo de España, junto a otros artistas representativos de Latinoamérica, esta inauguración tuvo lugar en la Sala Magna del Tribunal Supremo en Madrid, a este evento se unió la inauguración del libro del Bicentenario donde la artista ecuatoriana representó a su país. La inauguración del Libro del Bicentenario del Tribunal Supremo de España, estuvo precedida por el Príncipe Felipe de Borbón. En el acto destacamos la presencia de los artistas representantes de Latinoamérica.
"El libro conmemorativo al 200 aniversario del TS no es un recuerdo, es una joya" aseguro el presidente del Tribunal Supremo. Y es que el libro contiene, además de facsímiles del original de la Constitución y sobre las virtudes que debería tener un magistrado del TS, ecos del Tribunal Supremo firmados por referentes del Derecho y una gran muestra de grabados alegóricos de la Justicia por los artistas Latino Iberoamericanos más destacados y que con su generosa colaboración han hecho que este evento cultural sea único tanto en América como en el resto del mundo.

## Distinciones
En el 2013 recibe el reconocimiento por parte del Instituto Cervantes de Nueva York y LULAC (The League of United Latin American Citizen). Por su notable labor y el liderazgo de las mujeres que han hecho contribuciones significativas a la cultura latino/Iberoamericana en los EE. UU.
En el 2012 recibe la designación de Miembro de mérito por la Fundación Carlos III, Madrid, también recibe la Medalla de La Real y Distinguida Orden Española de Carlos III, Toledo, se le concede el nombramiento oficial de Representante del Ecuador como artista en el Bicentenario del Tribunal Supremo de España.

En el 2006 es invitada a la celebración de los 60 años de la UNESCO en Valencia España, siendo la artista que representa a Latinoamérica en esta Alianza de las Civilizaciones, dicho acto de diálogo entre culturas y tradiciones coincide con invitados de honor como el director general de la Unesco Koichiro Matsuura, 
 formando parte de los invitados de honor en el concierto de primer nivel a cargo de Zubin Mehta y Daniel Barenboim, junto a la ministra de Cultura, Carmen Calvo, la alcaldesa de Valencia, Rita Barberá, y el presidente del centro Unesco en Valencia, Vicente Burgos.

## Exhibiciones
2013 Instituto Cervantes New York,
2012 Sala Magna del Tribunal Supremo de España; York Public Libray Mid-Manhattan Branch; Instituto Cervantes de Tel Aviv, Israel.
2011 NYPL Mid-Manhattan Branch; QCC Art Gallery (City University of New York); Juju Museum of Contemporary Art; Instituto Alicantino de Cultura Juan Gil Albert, Alicante.
2010 Youngeum Museum of Contemporary Art. Kwanuju Kyeongki; Casa Bet Gabriel. Tiberias, Israel; Kyungbok Palace, The National Museum of Korea, Seoul; Saemangeum Flag Festival 2010, Seúl; Centro Cultural de Arte las Cigarreras, Alicante.
2009 Galería Seoul Art Center; Chicago Arte Ahora Aldo Castillo Gallery; Galería CosmoArte Siglo XXV, Alicante; SIPA.17th Seoul International Art Festival 2009; MOLAA Museum of Latin American Art, Long Beach, California; Jeju Museum of Contemporary Art; Manif, Art Fair, Hangaran Art Museum; Palacio de la Cultura (Heichal Ha Tarbut) Rishon LeZion, Israel; Centro de Arte el Retiro, Madrid; Cultural Arte Nova Gallery, Río de Janeiro.
2008 Sala de la Almadraba Tierra Mítica, Benidorm; Colegio de Arquitectos y Diputación Provincial de Huelva; Expo Zaragoza 2008 Pabellón Telefónica de las Artes, Madrid; Galerie Tantown, Berlín; Fundación Artecovi, Madrid; Robert Morris Collage Gallery, Chicago; Galería los Caracoles Punta del Este, Uruguay; Galería Bandi, Seúl; Art Madrid 08, Madrid; Artexpo NY-08, Art Fair, New York; Latinoamérica Art Fair Arte Ahora, Chicago; Shanghai Art Fair, Caja Castilla-La Mancha. Cuenca, España; MOLAA Museum of Latin American Art, Long Beach, California; Expo Zaragoza 2008 Pabellón de las Artes, IFEMA; Integra-Madrid, 2008; Arte Expo las Vegas, Las Vegas; Expo Internacional Catamarán Río de Janeiro.
2007 Fundación Jaime II Monasterio de Tavernes de la Valldigna, Valencia; Museo de Banco Central Loja, Ecuador; Casa Museo Espínola, Ayuntamiento de Sigüenza; Feria de arte “Almoneda”; Revista guía de arte, Madrid, Salón de las Américas “OEA, Washington.
2006 Aldo Castillo Gallery, Chicago, The Abstract Mind Mural. Museo de Ciencias e Industria de Chicago, Illinois; KIAF Korea International Art Fair Bellarte, Seoul; IBEROAMÉRICA Art. John P. Weatherhea Gallery. Art and Visual Comunication Center, University of Saint Francis. Fort Wayne. Indiana Estados Unidos, The Abstract Mind Mural Chicago; O´Hare International Airport. Chicago, Illinois; XV Art Salon Ibero-American, American University Museum at the Katzen, Washington; SOFA International Art Fairs, Chicago and New York.
2005 Museo de la Ciudad, Valencia, Madrid; Hangaran. Seoul Arts Center Museum MANIF 11.05, Seoul; Sala de exposiciones Embassy of Ecuador. Washington, CORPEI Ministerio de Relaciones Exteriores Ecuador, Madrid; Arte Gráfica Universal, Real Sociedad Valenciana de Agricultura y Deporte, Valencia 2005; Centro Cultural Aguirre Cuenca, España; Instituto Alicantino Juan Gil Albert Sala de arte Eusebio Sempere; Soul Arts Center MANIF 11-05 Seoul, Space L’Atellier Alain Salevóur, Paris, Espacio Cultural Caja Castilla-La Mancha Cuenca, España, Se Jong Seoul Art Center, Seoul, International Print, Photo & Edition Works, (SIPA) Hangaran Art Museum of Arts Center Seoul.
2003 Ayuntamiento, Casa Municipal de Cultura. Denia; Museo Casa José Benlliure Valencia, España
2001 Caja de Ahorros Castilla-La Mancha. Albacete; Palacio de Congresos de Alicante; Centro de Cultura Manuel Sanchis Guarner, Ontinyent; Caja Vital Sala Luis de Ajuria, Vitoria, SIMAA Galery Flaks, París, Hotel Arts Expo Habanos. Barcelona, Feria De Arte Beirut 2001. Líbano, Salón Internacional Des Metiers D´Art et de L´Arquitecture, Paris; Fundación Capa, Castillo de Santa Bárbara, Alicante; Museo Luis González Robles. Universidad de Alcalá, España.
2000 Galería Eduardo Kingman Riofrio. Quito, Ecuador; Museo Banco Central. Loja, Ecuador, Expo Universal Hannover2000 Hannover. Alemania; Sala de exposiciones Centro de Cultura, Ayuntamiento de Castalla. Caja Rural Valencia; Ayuntamiento de la Ollería, Exposición Internacional Luce e Natura. Subiaco, Italia; Galerie Espace belleville Exposición de la CFDT, París.
1997 Galerie Daniel Besseiche. Deauville, Francia; El Capitolio Exposición Internacional de Habanos, Habana; Fundación Tabacalera Exposición Internacional, Madrid; Hotel Arts Exposiciones, Barcelona, Salón de Exposición, Andorra.
1998 Museo Casa de América. Madrid; Museo Antonio López, Ecuador Contemporáneo, Tomelloso; Galería Nájera, Madrid.
1996 Galerie Espace Diamant. Courchevel, Francia.
1993 Casa de la Cultura Benjamín Carrión. Loja, Ecuador; Centro universitario de difusión cultural CUDIC, Universidad Nacional de Loja, Ecuador; Casa de la Cultura Benjamín Carrión Loja, Ecuador; Museo del Banco Central de Ecuador, Quito; Casa de la Cultura Benjamín Carrión. Loja, Ecuador.
1991 Museo del Banco Central III Salón de arte Loja, Ecuador.
1989 IV Salón - Pintura Contemporánea, Quito, Casa de la Cultura Benjamín Carrión, Machala.
1987 Museo del Banco. Central del Ecuador Casa de la Cultura, “Benjamín Carrión” Loja, Ecuador.
1985 Universidad Nacional Museo II Salón. Loja, Ecuador.

## Enlaces
• www.monicasarmientocastillo.com
• www.bi-coa.org Archivado el 21 de septiembre de 2013 en Wayback Machine.
• www.cosmoartesigloxxv.es
- Datos: Q16302000
- Multimedia: Mónica Sarmiento / Q16302000